# 워크스테이션

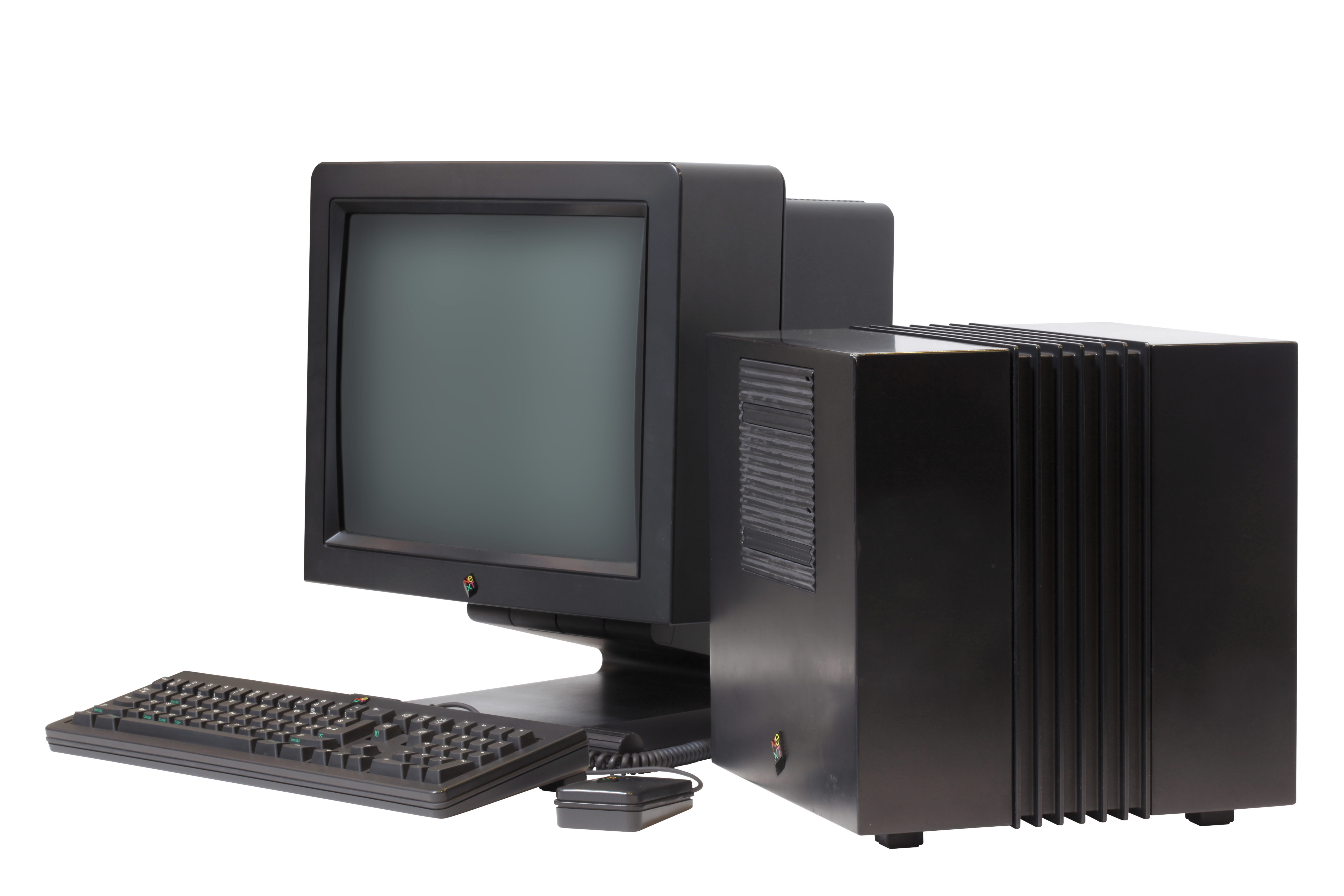
스위스 유럽 입자 물리 연구소에서 팀 버너스리가 월드 와이드 웹을 개발하는 데 사용했던 것과 동일한 유형의 NeXTcube 워크스테이션

워크스테이션(workstation)은 기술 또는 계산과학 애플리케이션을 위해 설계된 특수 컴퓨터이다. 주로 단일 사용자가 사용하도록 고안되었으며, 일반적으로 근거리 통신망에 연결되어 멀티유저 운영체제를 실행한다. 워크스테이션이라는 용어는 메인프레임 터미널부터 PC가 네트워크에 연결된 것까지 다양하게 사용되어 왔지만, 가장 일반적인 형태는 썬 마이크로시스템즈, 실리콘 그래픽스, 아폴로 컴퓨터, DEC, HP, NeXT, IBM과 같은 여러 현재 및 과거 회사들이 제공한 하드웨어 등급을 의미하며, 이들은 1990년대 후반 3차원 컴퓨터 그래픽스 혁명을 이끌었다.
워크스테이션은 과거 개인용 컴퓨터보다 특히 CPU, 그래픽, 메모리, 멀티태스킹 분야에서 더 높은 성능을 제공했다. 워크스테이션은 3D 기계 설계, 전산 유체 역학과 같은 공학 시뮬레이션, 애니메이션, 영상 편집, 이미지 편집, 의학촬영, 이미지 렌더링, 계산과학, 수학적 플롯 생성, 소프트웨어 개발과 같은 다양한 유형의 복잡한 데이터의 시각화 및 조작에 최적화되어 있다. 일반적으로 폼 팩터는 최소한 고해상도 디스플레이, 컴퓨터 자판, 마우스로 구성된 데스크톱 컴퓨터 형태이지만, 여러 디스플레이, 그래픽 태블릿, 물체를 조작하고 장면을 탐색하기 위한 3D 마우스도 제공한다. 워크스테이션은 화상 회의와 같은 고급 액세서리 및 협업 도구를 처음으로 선보인 컴퓨터 시장 분야였다.
1990년대 후반부터 주류 PC의 기능이 향상되면서 PC와 워크스테이션의 구별이 줄어들었다. 일반적인 1980년대 워크스테이션은 표준화된 PC와 명확히 구별하기 위해 고가의 독점 하드웨어와 운영체제를 사용했다. 1990년대와 2000년대에는 IBM의 RS/6000 및 IntelliStation이 AIX를 실행하는 RISC 기반 POWER CPU를 사용한 반면, IBM PC 시리즈 및 소비자용 Aptiva PC는 인텔 x86 CPU를 사용하고 주로 마이크로소프트 윈도우를 실행했다. 그러나 2000년대 초반에는 이러한 차이가 거의 사라졌는데, 워크스테이션이 상품화된 하드웨어를 사용하게 되었고, 델, HP (기업), 후지쯔와 같은 대형 PC 공급업체가 x86-64 시스템에 윈도우나 리눅스를 설치하여 판매하게 되었다.

## 역사

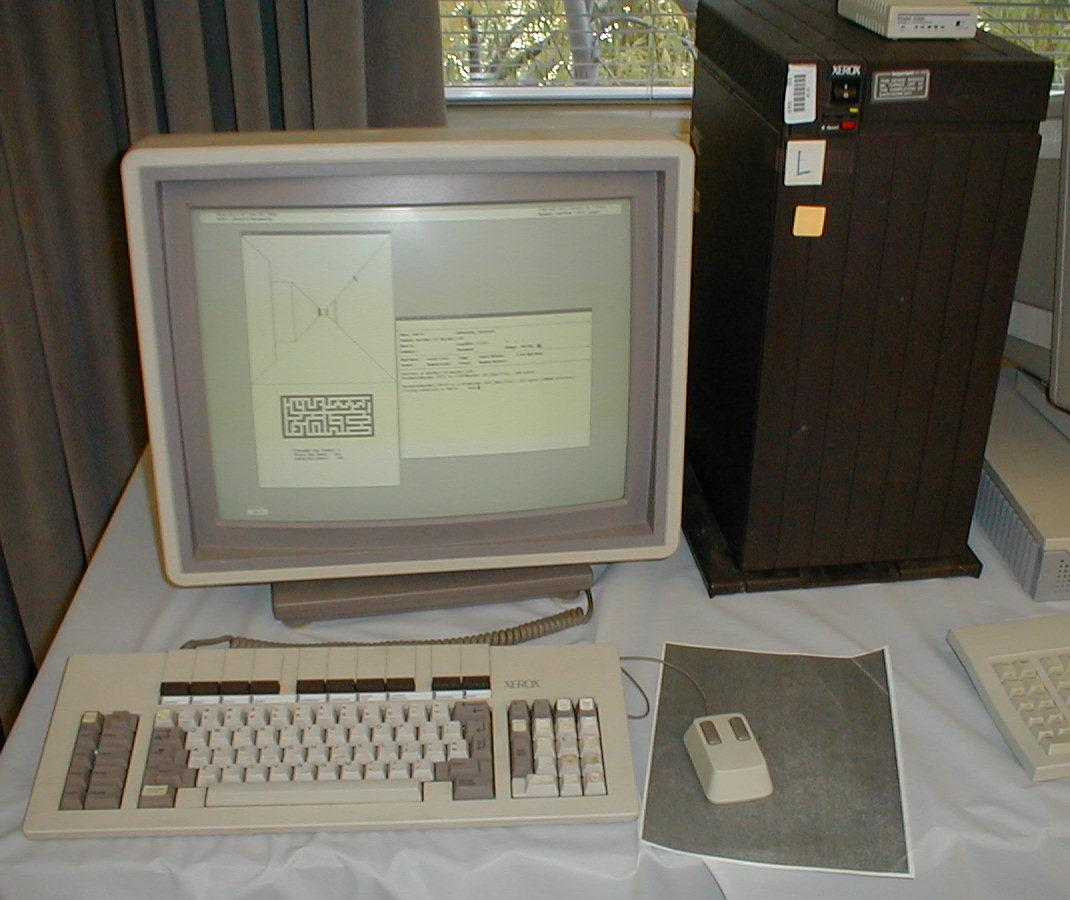
초기 제록스 워크스테이션

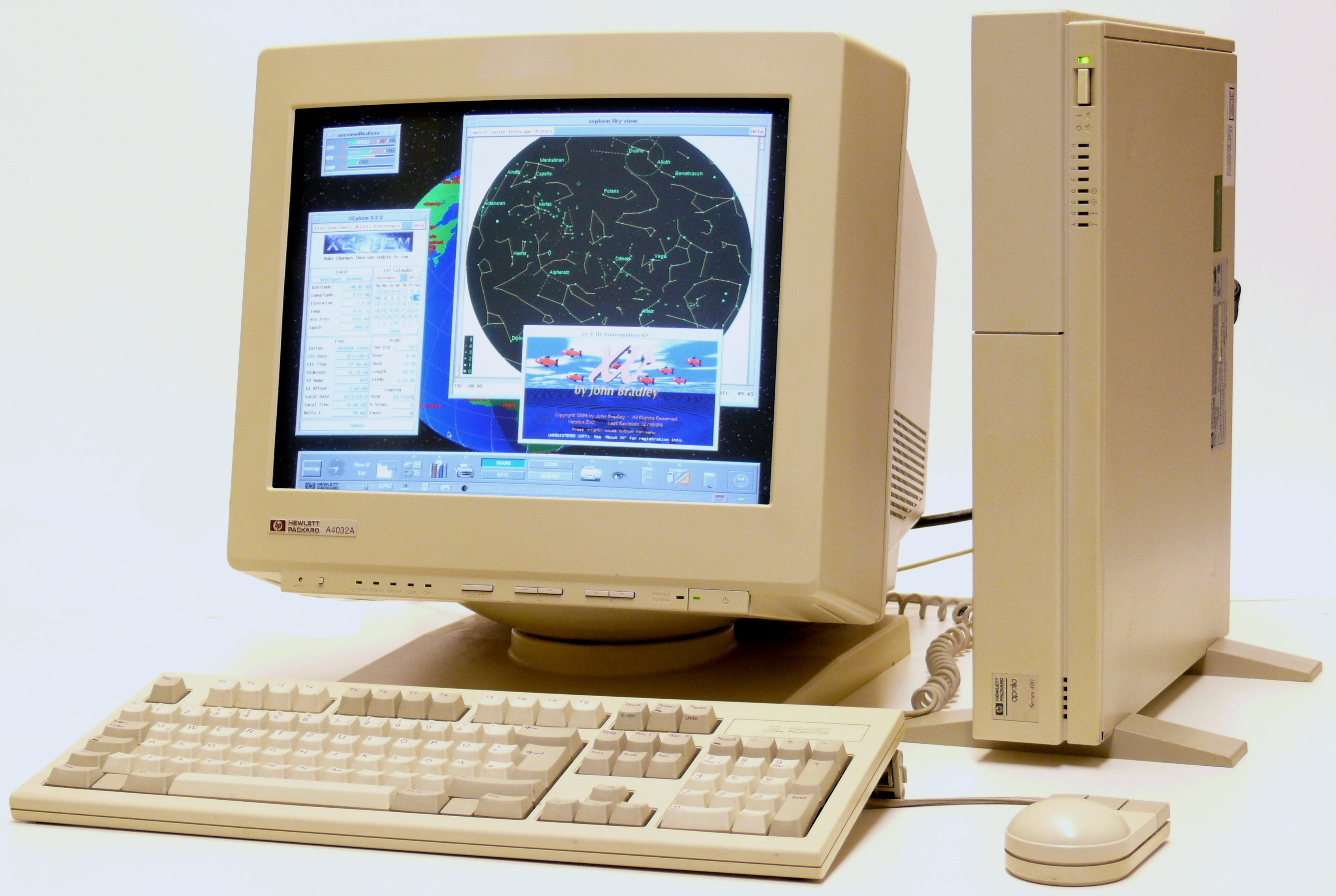
HP 9000 모델 425 워크스테이션에서 HP-UX 9 및 Visual User Environment (VUE) 실행

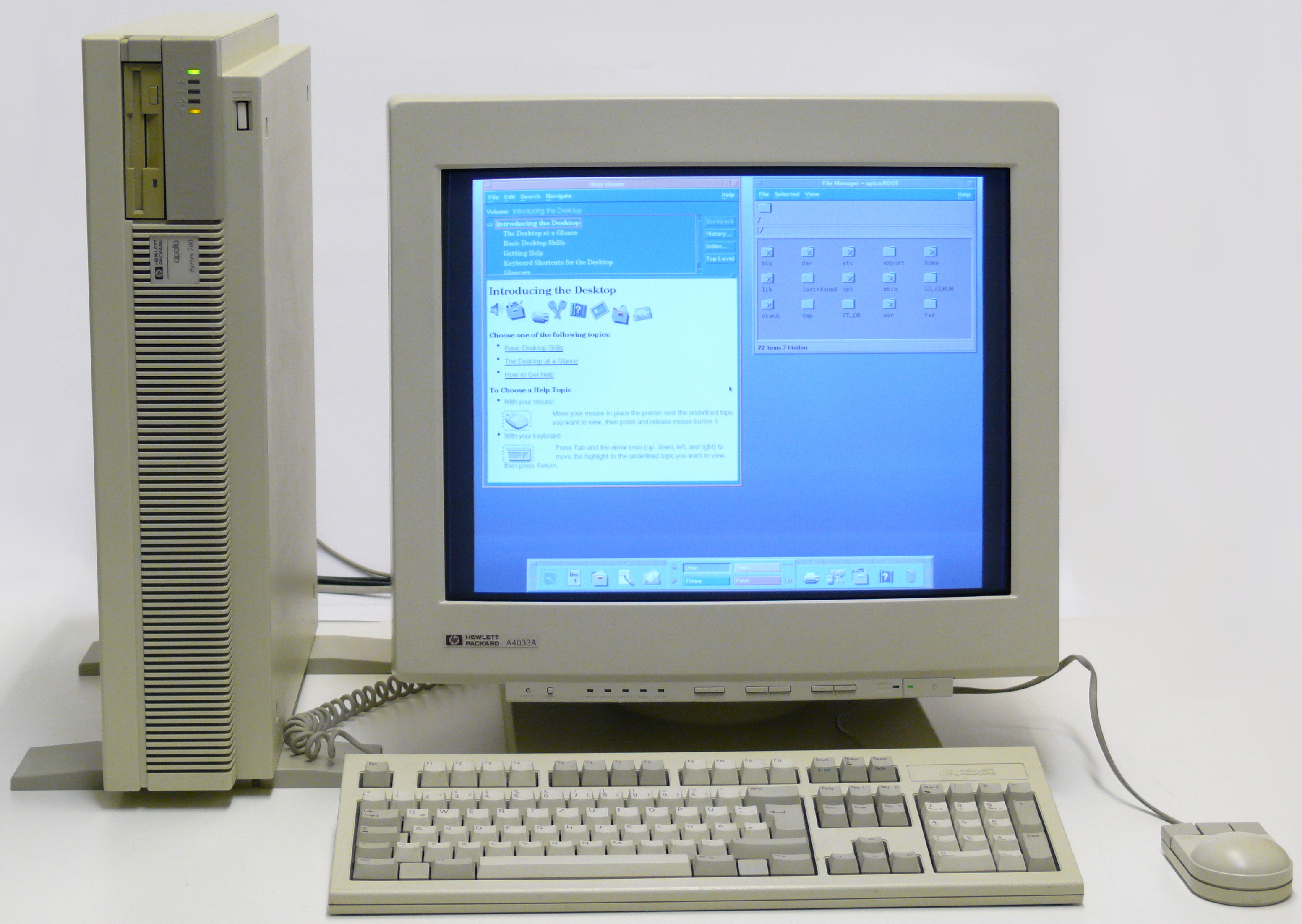
HP 9000 모델 735에서 HP-UX 및 CDE 실행

### 기원 및 발전
워크스테이션은 최초의 PC보다 오래되었다. 워크스테이션으로 분류될 수 있는 최초의 컴퓨터는 콘솔에 앉아 있는 한 사람이 대화식으로 사용하도록 설계된 소형 과학용 컴퓨터인 IBM 1620이다. 이 컴퓨터는 1959년에 출시되었다. 이 기계의 특이한 특징 중 하나는 산술 회로가 없다는 점이다. 덧셈을 수행하려면 메모리에 상주하는 십진 덧셈 규칙 테이블이 필요하다. 이로 인해 논리 회로의 비용이 절감되어 IBM이 저렴하게 생산할 수 있었다. 이 기계는 CADET이라는 코드명으로 불렸으며 초기에는 월 1000달러에 임대되었다.
1965년, IBM 1130 과학용 컴퓨터가 1620의 후속작이 되었다. 이 두 시스템 모두 포트란 및 다른 언어를 실행한다. 이들은 대략 책상 크기의 캐비닛에 콘솔 타자기를 내장하고 있다. 선택 사항으로 추가 디스크 드라이브, 프린터, 그리고 종이 테이프 및 천공 카드 I/O를 제공한다.
초기 워크스테이션은 일반적으로 전용 미니컴퓨터였는데, 이는 한 사용자에게 할당된 다중 사용자 시스템이었다. 예를 들어, DEC의 PDP-8은 최초의 상업용 미니컴퓨터로 간주된다.
워크스테이션은 역사적으로 동시대의 PC보다 더 진보하여, 더 강력한 CPU 아키텍처, 더 빠른 네트워킹, 더 발전된 그래픽, 더 많은 메모리, 그리고 유닉스와 같은 정교한 운영체제를 통한 멀티태스킹 기능을 갖추고 있었다. 미니컴퓨터 유산으로 인해, 워크스테이션은 처음부터 PC의 게임이나 텍스트 편집기와는 달리 CAD 및 그래픽 디자인과 같은 전문적이고 고가의 소프트웨어를 실행했다. 1970년대 초 MIT에서 개발된 리스프 머신은 고성능, 네트워크 연결, 단일 사용자 시스템으로, 고도로 상호작용적인 사용을 위해 설계되어 일부 워크스테이션 원리를 개척했다. 리스프 머신은 1980년부터 심볼릭스, 리스프 머신즈, 텍사스 인스트루먼트 (TI 익스플로러), 제록스 (인터리스프-D 워크스테이션)와 같은 회사에 의해 상업화되었다. 고해상도 그래픽을 갖춘 단일 사용자를 위해 설계된 최초의 컴퓨터(알토)는 1973년 제록스 PARC에서 개발되었다. 다른 초기 워크스테이션으로는 Terak 8510/a (1977), 쓰리 리버즈 PERQ (1979), 그리고 후기 제록스 스타 (1981)가 있다.

### 1980년대 인기 상승
1980년대 초반, 모토로라 68000과 같은 32비트 마이크로프로세서의 등장과 함께 아폴로 컴퓨터와 썬 마이크로시스템즈와 같은 새로운 경쟁자들이 68000 및 유닉스 기반의 워크스테이션을 선보였다. 한편, DARPA의 VLSI 프로젝트는 실리콘 그래픽스 3130과 같은 여러 파생 그래픽 제품을 만들었다. 대상 시장은 썬과 아폴로가 네트워크 워크스테이션으로, SGI가 그래픽 워크스테이션으로 차별화되었다. RISC CPU는 1980년대 중반에 워크스테이션 벤더들에게 전형적으로 나타나면서 증가했다. RISC 벤더 간의 경쟁은 CPU 가격을 MIPS당 10달러 정도로 낮추었는데, 이는 인텔 80386보다 훨씬 저렴했다. 1987년과 1988년 대폭적인 가격 인하 이후, 2D CAD에 적합한 개인용 워크스테이션은 여러 벤더에서 1989년 기준으로 $5,000 (equivalent to $10,000 in 2022)에서 $25,000 (equivalent to $52,000 in 2022)에 구할 수 있었다. 3D 그래픽이 가능한 중급 모델은 $35,000 (equivalent to $73,000 in 2022)에서 $60,000 (equivalent to $125,000 in 2022)였고, 미니컴퓨터와 겹치는 고급 모델은 $80,000 (equivalent to $167,000 in 2022)에서 $100,000 (equivalent to $209,000 in 2022) 이상이었다.
1989년 인포월드는 썬을 "워크스테이션 분야에서 의심할 여지 없는 선두주자"라고 묘사했다. 썬과 휴렛 팩커드와 같은 다른 RISC 워크스테이션 벤더들은 달러당 더 나은 성능으로 DEC와 데이터 제너럴과 같은 전통적인 미니컴퓨터 회사로부터 고객을 유치하는 데 매우 성공했으며, 이로 인해 이들 회사들도 그 해에 자체 워크스테이션을 출시할 수밖에 없었다. 그 무렵 $12,000 (equivalent to $25,000 in 2022)짜리 "개인용 워크스테이션"은 매킨토시 II나 IBM PS/2 Model 80과 같은 고급 PC, 저가형 워크스테이션, 또는 넥스트 컴퓨터와 같은 하이브리드 장치일 수 있었으며, 이들은 모두 유사하고 겹치는 사양을 가졌다. PC와 워크스테이션의 한 가지 차이점은 후자가 PHIGS나 X 윈도 시스템과 같은 그래픽 표준을 지원하는 그래픽 가속기를 가질 가능성이 훨씬 높았고, 전자는 일반적으로 소프트웨어 렌더링이나 독점 가속기에 의존했다는 점이다. 컴퓨터 애니메이션 산업의 필요성은 일반적으로 그래픽 기술의 개선을 가져왔고, CAD는 나중에 동일한 개선 사항을 사용했다. BYTE는 1989년에 "곧 전통적인 워크스테이션과 PC를 구별할 수 있는 유일한 방법은 그들이 실행하는 운영체제일 것"이라고 예측했으며, 전자는 유닉스를, 후자는 OS/2, 클래식 맥 OS, 그리고/또는 유닉스를 실행할 것이라고 했다. 그 무렵 많은 워크스테이션은 Lotus 1-2-3 또는 마이크로소프트 워드와 같이 점점 더 인기 있고 강력해지는 PC 소프트웨어를 실행할 수 있는 몇 가지 방법을 가지고 있었다. 그 잡지는 그 해에 개인이 상업적으로 이용 가능한 저가형 워크스테이션에 필적하는 사양을 가진 상품 부품으로 워크스테이션을 만들 수 있다는 것을 보여주었다.
1990년 IBM이 RS/6000을 발표했을 때, 워크스테이션은 PC 시장에서 가장 빠르게 성장하는 부문이었다. 경쟁으로 인해 가격이 너무 빨리 하락하여 그 해 가트너 그룹은 유닉스 RISC 시스템의 감가상각을 연간 45% 이상으로 권고했는데, 이는 정상 속도의 두 배였다. 워크스테이션은 종종 SCSI 또는 파이버 채널 디스크 스토리지 시스템, 고급 3차원 가속기, 단일 또는 다중 64비트 프로세서, 대용량 RAM, 그리고 잘 설계된 냉각 시스템을 특징으로 했다. 또한, 제품을 만드는 회사들은 포괄적인 수리/교체 계획을 가지고 있는 경향이 있다. 그러나 워크스테이션과 PC의 구분이 모호해지면서, 워크스테이션 제조업체들은 독점 하드웨어 또는 소프트웨어보다는 "기성품" PC 부품 및 그래픽 솔루션을 점점 더 많이 사용하고 있다. 일부 "저가형" 워크스테이션은 PC 기준으로 여전히 비싸지만, 동일한 공급업체가 만든 고급 워크스테이션 및 서버와 이진 호환성을 제공한다. 이를 통해 저가형(서버 대비) 데스크톱 머신에서 소프트웨어 개발이 이루어질 수 있다.

### 씬 클라이언트
워크스테이션은 성능보다는 최저 가격대에 맞춰 다양화되었는데, 이를 씬 클라이언트 또는 네트워크 컴퓨터라고 부른다. 이는 네트워크와 서버에 의존하며, 하드 드라이브가 없고 CPU, 키보드, 마우스, 화면만 있는 기계로 축소된다. 일부 디스크 없는 노드는 여전히 전통적인 운영 체제를 실행하고 로컬에서 계산을 수행하며, 저장 장치는 원격 서버에 있다. 이는 초기 시스템 구매 비용과 총소유비용을 절감하여 사용자당 필요한 관리 부담을 줄이는 것을 목표로 한다.
이 접근 방식은 처음에 쓰리콤의 3Station으로 사무실 생산성 애플리케이션의 PC 대체용으로 시도되었다. 1990년대에는 X 터미널이 기술 컴퓨팅에서 유사한 역할을 수행했다. 썬의 씬 클라이언트에는 썬 레이 제품군이 포함된다. 그러나 전통적인 워크스테이션과 PC는 가격과 복잡성 면에서 계속 하락했고, IT 직원을 위한 원격 관리 도구가 출시되면서 이 시장은 위축되었다.

### 3M 컴퓨터

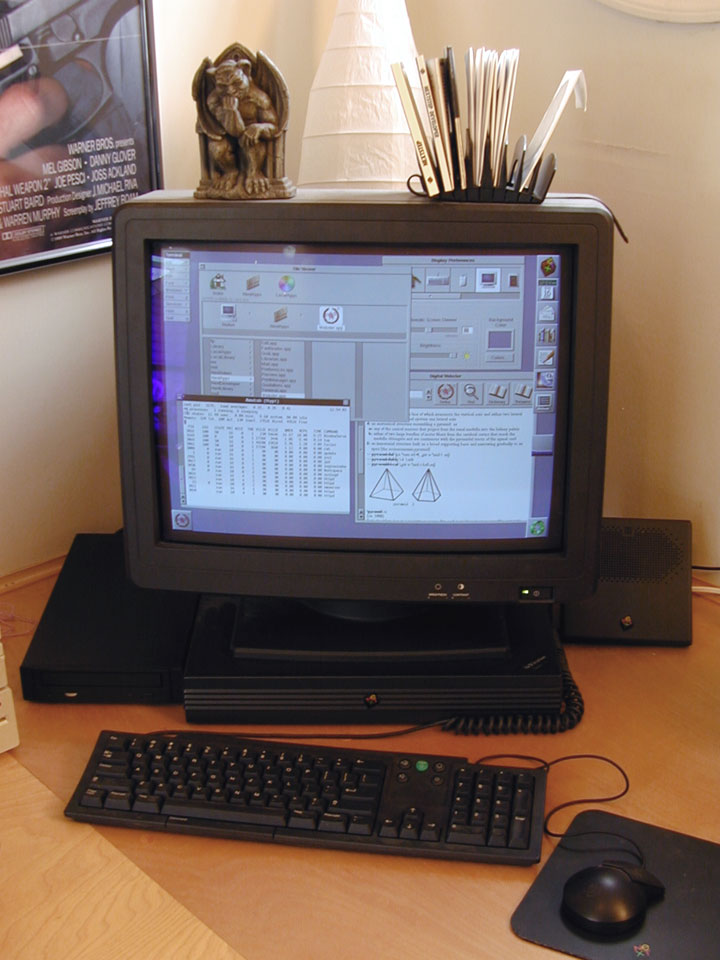
1990년 NeXTstation 그래픽 워크스테이션

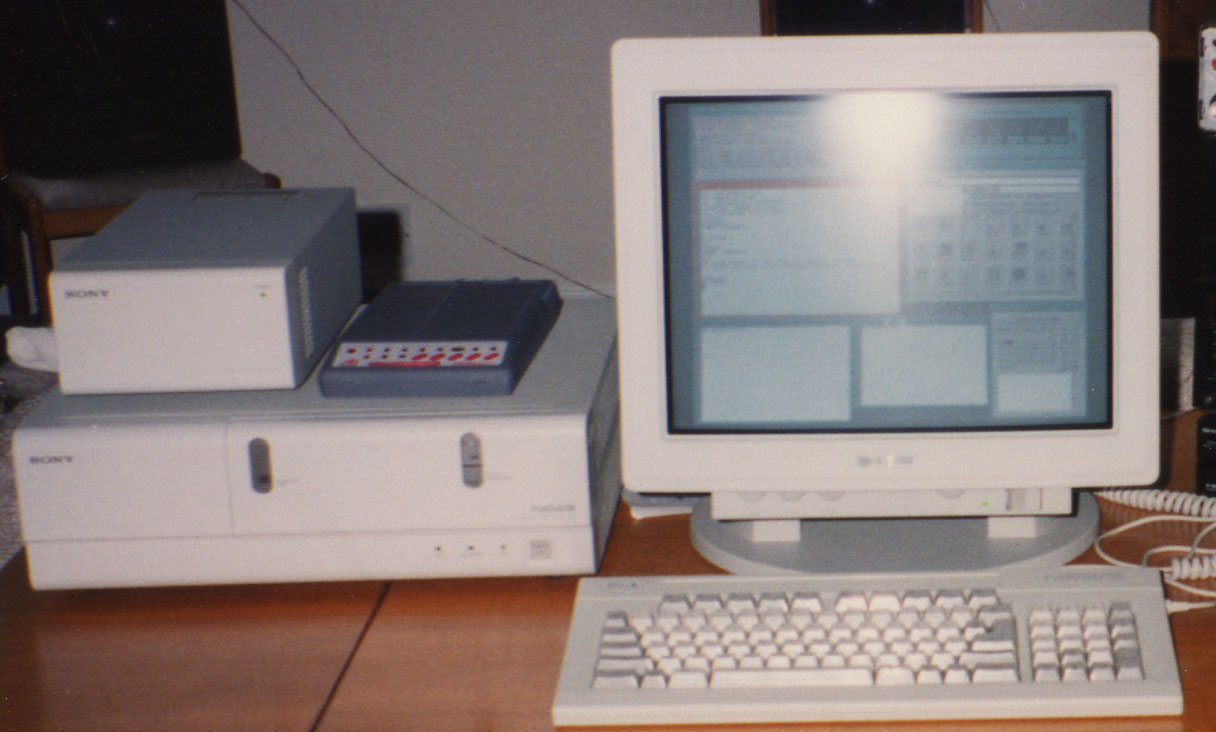
소니 뉴스 워크스테이션: 2× 68030 (25 MHz), 1280×1024 픽셀 및 256색 디스플레이

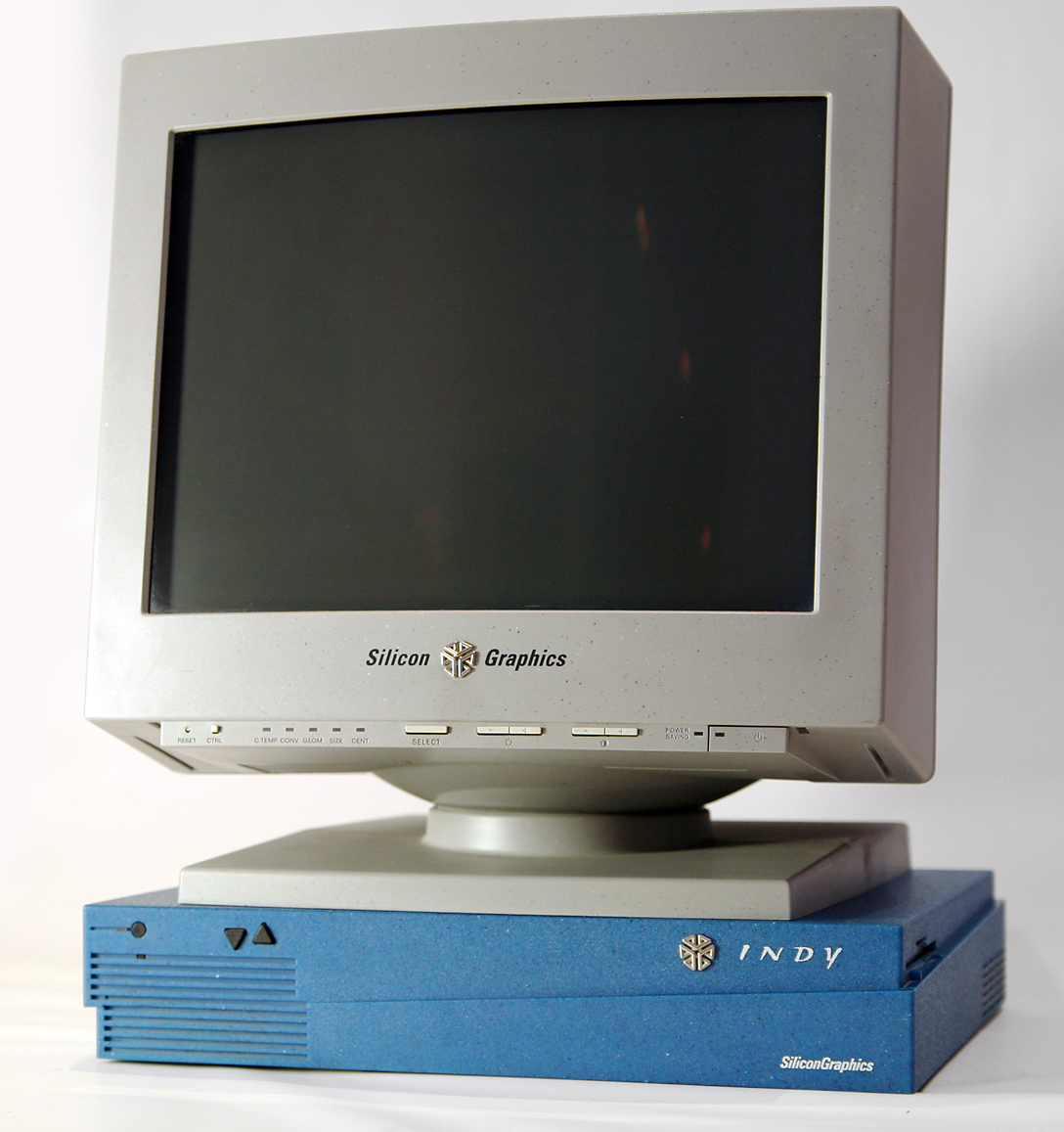
SGI 인디 그래픽 워크스테이션

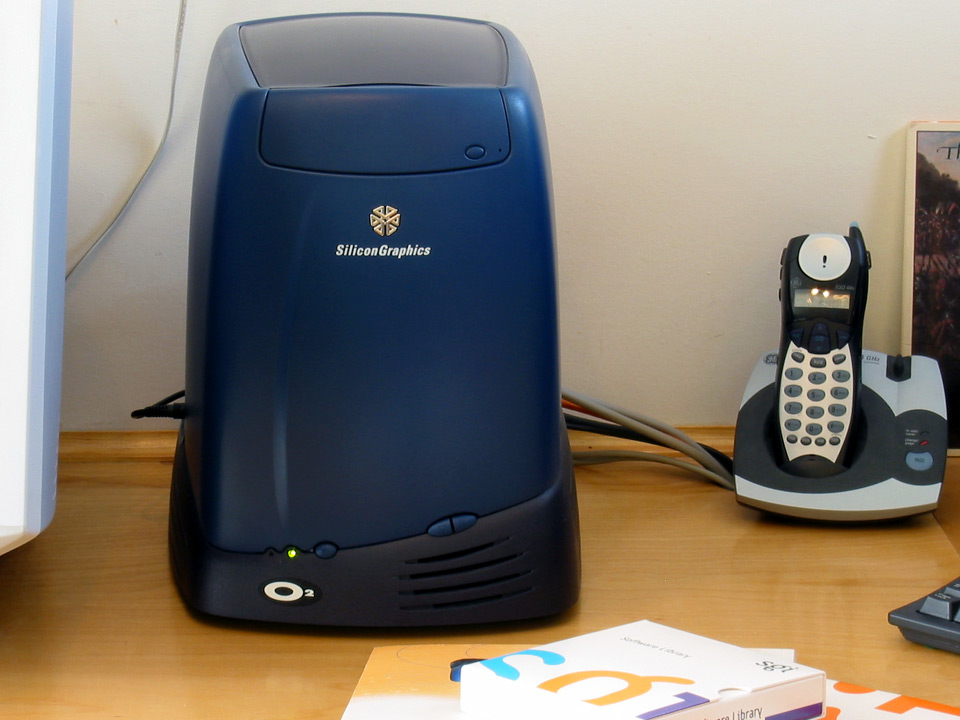
SGI O2 그래픽 워크스테이션

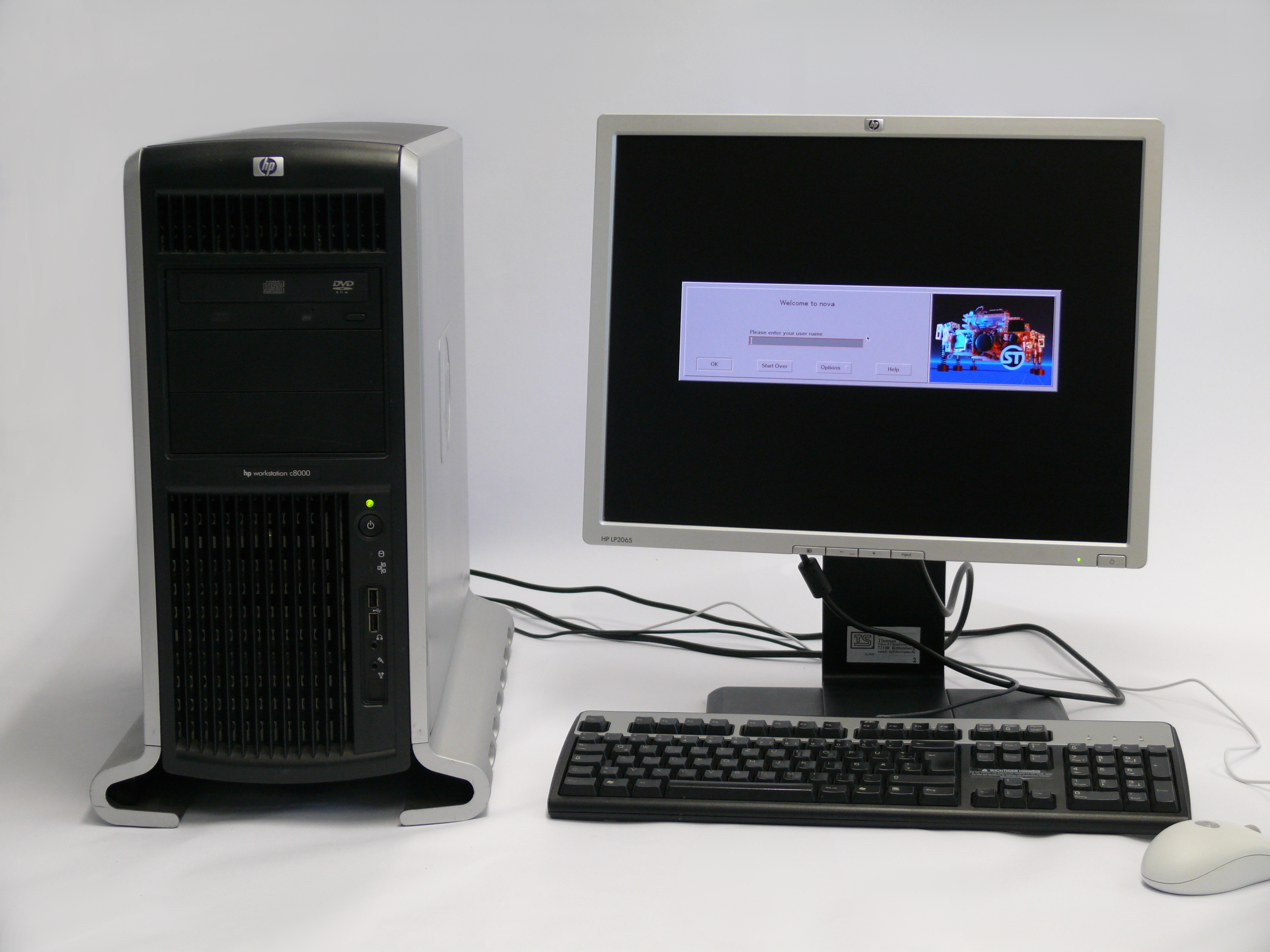
HP C8000 워크스테이션에서 HP-UX 11i 및 CDE 실행

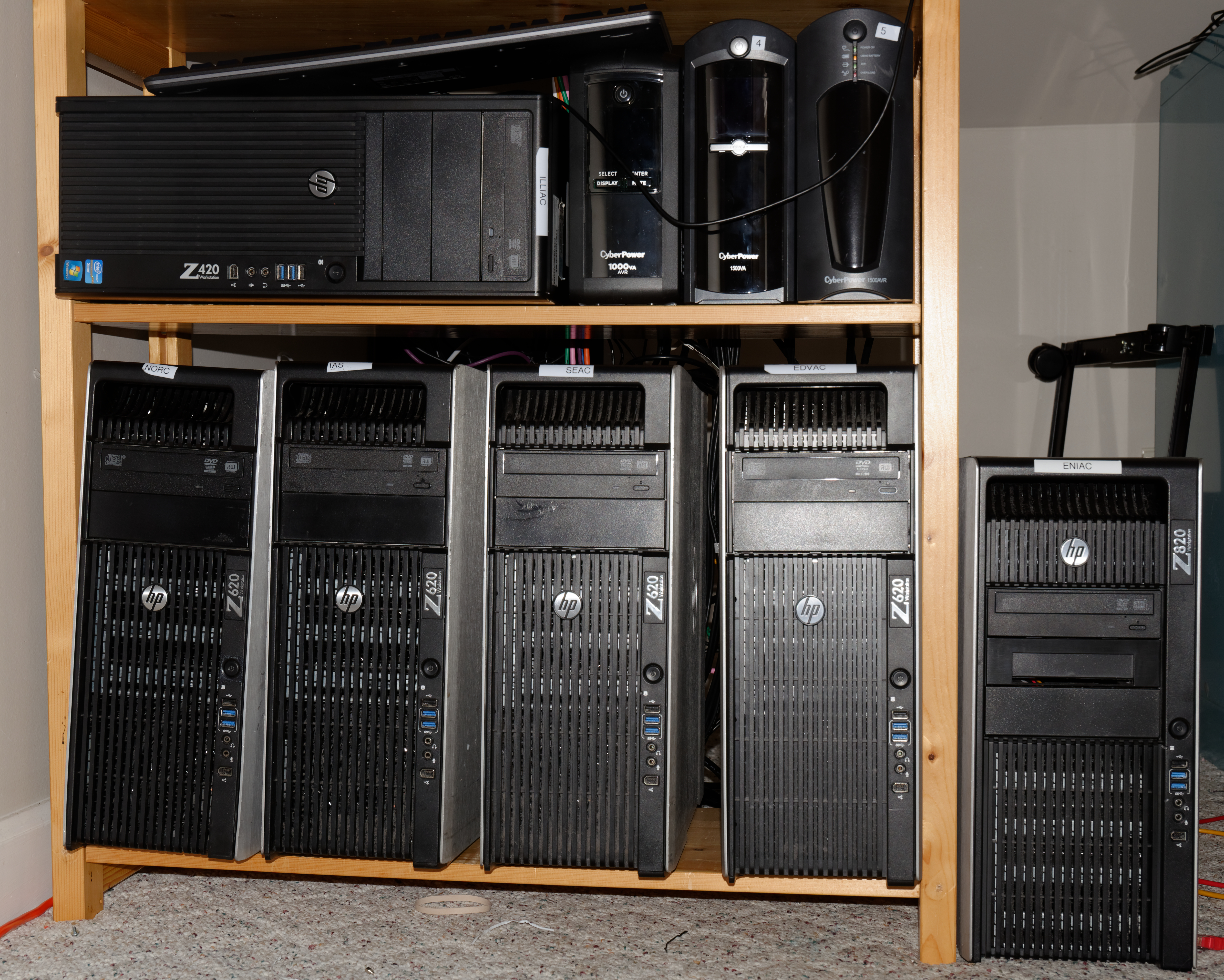
워크스테이션 6대: HP Z620 4대, HP Z820 1대, HP Z420 1대

1980년대 초반의 하이엔드 워크스테이션은 3개의 M, 즉 "3M 컴퓨터"(CMU의 라지 레디와 동료들이 고안한 용어)를 갖추고 있었다. 이는 1메가바이트의 RAM, 1메가픽셀 디스플레이(대략 1000×1000픽셀), 그리고 1 "메가플롭스"의 연산 성능(초당 최소 100만 회의 부동소수점 연산)을 의미한다. RFC 782는 워크스테이션 환경을 "단일 사용자를 위한 전용 하드웨어 및 소프트웨어"로 더 일반적으로 정의하며, 추가적인 공유 자원을 제공한다고 명시한다. 이는 당시의 개인용 컴퓨터 용량을 최소한 한 자릿수 이상 뛰어넘는 수준이었다. 1981년 오리지널 IBM PC는 16KB 메모리, 텍스트 전용 디스플레이, 그리고 약 1 kFLOPS의 부동소수점 성능(옵션 8087 수학 보조 프로세서 장착 시 30 kFLOPS)을 가졌다. 일반적인 개인용 컴퓨터를 뛰어넘는 다른 기능으로는 네트워킹, 그래픽 가속, 고속 내부 및 주변 장치 데이터 버스가 포함된다.
또 다른 목표는 가격을 "메가페니" 미만, 즉 1985년 기준으로 $10,000 (equivalent to $24,000 in 2022) 미만으로 낮추는 것이었는데, 이는 1980년대 후반에 달성되었다. 1990년대 초반부터 중반까지 많은 워크스테이션은 1995년 기준으로 $15,000에서 $100,000 (equivalent to $170,000 in 2022) 이상이었다.

### 쇠퇴
이러한 기술들이 주류 PC에 널리 채택되면서 워크스테이션이 별도의 시장 부문으로 쇠퇴하는 직접적인 요인이 되었다.
- 신뢰할 수 있는 부품
- CAD 및 CGI 애니메이션을 위한 고성능 3D 그래픽 하드웨어는 1990년대 중후반 컴퓨터 게임에 힘입어 PC 시장에서 점점 인기를 얻었으며, 엔비디아의 NV10에서 최초의 공식 GPU와 획기적인 지포스 256이 탄생했다.
- 고성능 CPU: 1980년대 초반의 최초 RISC는 비슷한 비용의 CISC 프로세서보다 대략 한 자릿수 높은 성능 향상을 제공했다. 인텔의 x86 CISC 계열은 항상 시장 점유율과 그에 따른 규모의 경제에서 우위를 점했다. 1990년대 중반에는 모토로라 68040과 인텔의 80486 및 펜티엄과 같은 일부 CISC 프로세서가 정수 성능(더 복잡한 칩을 대가로) 및 하드웨어 부동소수점 계산과 같은 일부 영역에서 RISC와 성능 동등성을 가졌으며, RISC를 더욱 고급 시장으로 밀어냈다.[33]
- 부동소수점 연산 하드웨어 지원: 원래 IBM PC에서는 선택 사항이었으며, 80286 프로세서가 도입될 때까지 인텔 시스템에서는 별도의 칩으로 유지되었다. 심지어 80486DX 프로세서가 나온 후에도 x86 부동소수점 성능은 아키텍처의 한계로 인해 다른 프로세서에 뒤쳐졌다. 오늘날에는 저가형 PC도 기가플롭스 범위의 성능을 제공한다.
- 고성능/대용량 데이터 저장 장치: 초기 워크스테이션은 1980년대 중반 SCSI 표준이 나올 때까지 독점 디스크 인터페이스를 사용하는 경향이 있었다. SCSI 인터페이스는 곧 IBM PC에서도 사용 가능해졌지만, 비교적 비쌌고 PC의 ISA 주변 장치 버스 속도에 의해 제한되는 경향이 있었다. SCSI는 멀티태스킹 및 데이지 체인 연결에 적합한 고급 컨트롤러 인터페이스이다. 이로 인해 서버에 사용하기에 적합하며, 주로 단일 사용자 운영 체제를 실행하는 데스크톱 PC에는 그 이점이 덜 명확하지만, 1980-1990년대 매킨토시에서는 표준이었다. Serial ATA는 SCSI와 비슷한 처리량을 제공하지만 비용이 더 저렴한 최신 기술이다.
- 고속 네트워킹 (10 Mbit/s 이상): 10 Mbit/s 네트워크 인터페이스는 1990년대 초반에 PC에서 흔히 사용 가능했지만, 그 무렵 워크스테이션은 이미 100 Mbit/s, 1 Gbit/s, 10 Gbit/s로 이동하며 훨씬 더 빠른 네트워킹 속도를 추구하고 있었다. 그러나 규모의 경제와 비기술 분야에서도 고속 네트워킹에 대한 수요로 인해 새로운 네트워킹 기술이 상품 가격대에 도달하는 시간이 극적으로 단축되었다.
- 그래픽 및 CAD 작업을 위한 고해상도 및 고주사율의 대형 디스플레이(17~21인치): 1980년대 후반과 1990년대 초반에는 PC에서 드물었지만, 1990년대 후반에는 PC에서 흔해졌다.
- 대규모 메모리 구성: PC(IBM 클론 등)는 원래 1982년 80286 프로세서가 도입될 때까지 640 KB RAM으로 제한되었다. 초기 워크스테이션은 메가바이트 단위의 메모리를 가졌다. IBM 클론은 80386이 나올 때까지 640KB 이상을 처리하기 위해 특별한 프로그래밍 기술이 필요했다. 이는 SPARC와 같이 거의 전체 4 GB 메모리 주소 범위에 직접 접근할 수 있는 다른 32비트 프로세서와 대조된다. 4 GB를 훨씬 넘는 주소 범위를 지원하는 64비트 워크스테이션과 서버는 1990년대 초반부터 사용 가능했으며, 이 기술은 2000년대 중반에 PC 데스크톱 및 서버 시장에 막 나타나기 시작했다.
- 운영체제: 초기 워크스테이션은 유닉스 운영체제(OS), 유닉스 계열 변종 또는 VMS와 같은 관련 없는 동등한 OS를 실행했다. 당시 PC CPU는 메모리 용량 및 메모리 접근 보호에 한계가 있어 이러한 정교한 OS를 실행하기에 부적합했지만, 1980년대 후반부터 32비트 80386을 탑재한 PC가 널리 보급되면서 OS/2, 윈도우 NT 3.1, 그리고 BSD 및 리눅스를 기반으로 한 유닉스 계열 시스템이 상용 PC 하드웨어에서 실행될 수 있게 되면서 이러한 상황도 변하기 시작했다.
- OS와 하드웨어 간의 긴밀한 통합: 워크스테이션 공급업체는 하드웨어를 설계하고 해당 하드웨어에서 실행되는 유닉스 운영체제 변종을 유지 관리한다. 이를 통해 윈도우와 같은 운영체제보다 훨씬 더 엄격한 테스트가 가능하다. 윈도우는 타사 하드웨어 공급업체가 안정적이고 신뢰할 수 있는 규격 하드웨어 드라이버를 작성하도록 요구한다. 또한, 타이밍이나 제조 품질과 같은 하드웨어 품질의 미미한 차이가 전체 시스템의 신뢰성에 영향을 미칠 수 있다. 워크스테이션 공급업체는 하드웨어 품질과 운영체제 드라이버의 안정성을 내부적으로 검증함으로써 이 두 가지를 모두 보장할 수 있으며, 이는 일반적으로 훨씬 더 신뢰할 수 있고 안정적인 시스템으로 이어진다.

### 시장 위치

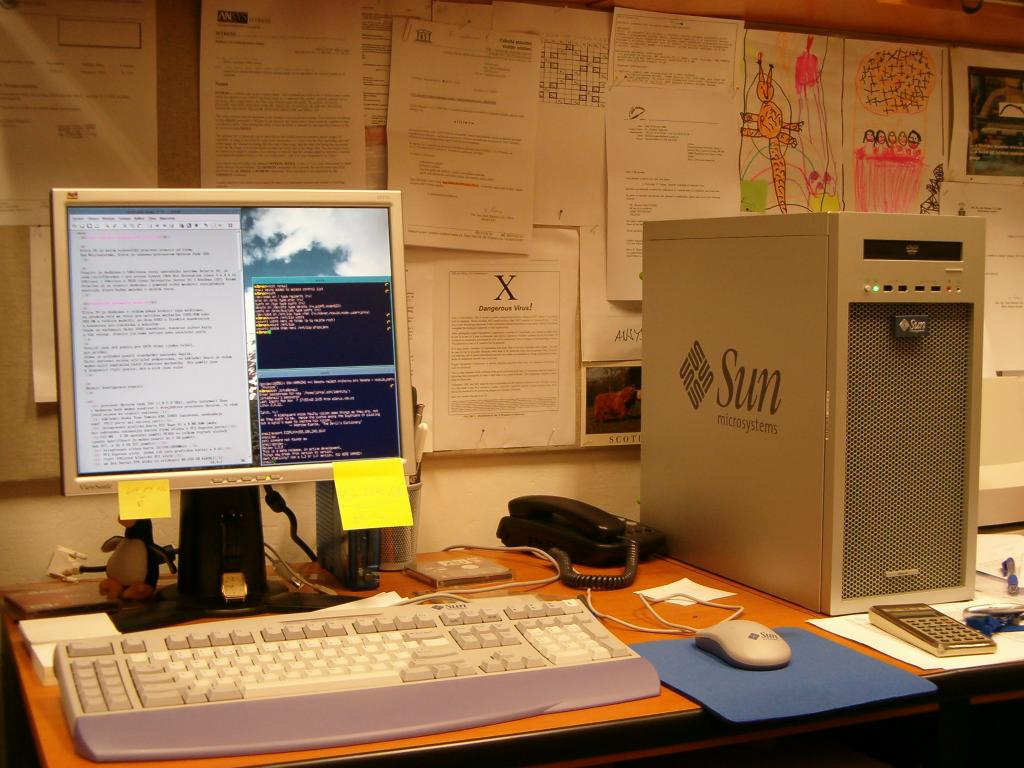
썬 울트라 20 (2005), AMD 옵테론 프로세서 및 솔라리스 10 탑재

1990년대 후반부터 워크스테이션과 소비자 시장은 더욱 통합되었다. 많은 저가형 워크스테이션 부품이 이제 소비자 시장과 동일해졌고, 가격 차이도 좁혀졌다. 예를 들어, 대부분의 매킨토시 쿼드라 컴퓨터는 원래 과학 또는 디자인 작업을 위해 고안되었으며, 모두 모토로라 68040 CPU를 탑재하고 68000 매킨토시와 하위 호환된다. 소비자용 매킨토시 IIcx 및 매킨토시 IIci 모델은 쿼드라 700으로 업그레이드할 수 있다. "많은 전문가들이 실리콘 그래픽스 워크스테이션을 선호하던 시대에, 쿼드라 700은 비용의 일부만으로도 흥미로운 선택지였다." 이는 인피니-D와 같은 리소스 집약적인 소프트웨어가 "스튜디오 품질의 3D 렌더링 및 애니메이션을 가정용 데스크톱으로 가져왔기" 때문이다. 쿼드라 700은 A/UX 3.0을 실행하여 유닉스 워크스테이션이 될 수 있다. 또 다른 예는 엔비디아 지포스 256 소비자용 그래픽 카드인데, 이는 동일한 GPU를 사용하지만 다른 드라이버 지원과 CAD 애플리케이션 인증 및 훨씬 높은 가격을 가진 쿼드로 워크스테이션 카드를 탄생시켰다.
워크스테이션은 일반적으로 CPU 기술의 발전을 이끌어왔다. 모든 컴퓨터는 다중 프로세서 및 멀티코어 설계(본질적으로 다이에 여러 프로세서가 있음)의 이점을 얻는다. 멀티코어 설계는 IBM의 POWER4에 의해 개척되었으며, 인텔 제온과 함께 여러 CPU, 더 많은 온다이 캐시, 그리고 ECC 메모리를 특징으로 한다.
일부 워크스테이션은 오토캐드, Avid Xpress Studio HD 또는 3ds 맥스와 같은 특정 애플리케이션 하나에만 사용하도록 설계되거나 인증되었다. 인증 과정은 워크스테이션 가격을 인상시킨다.

## 현대 시장

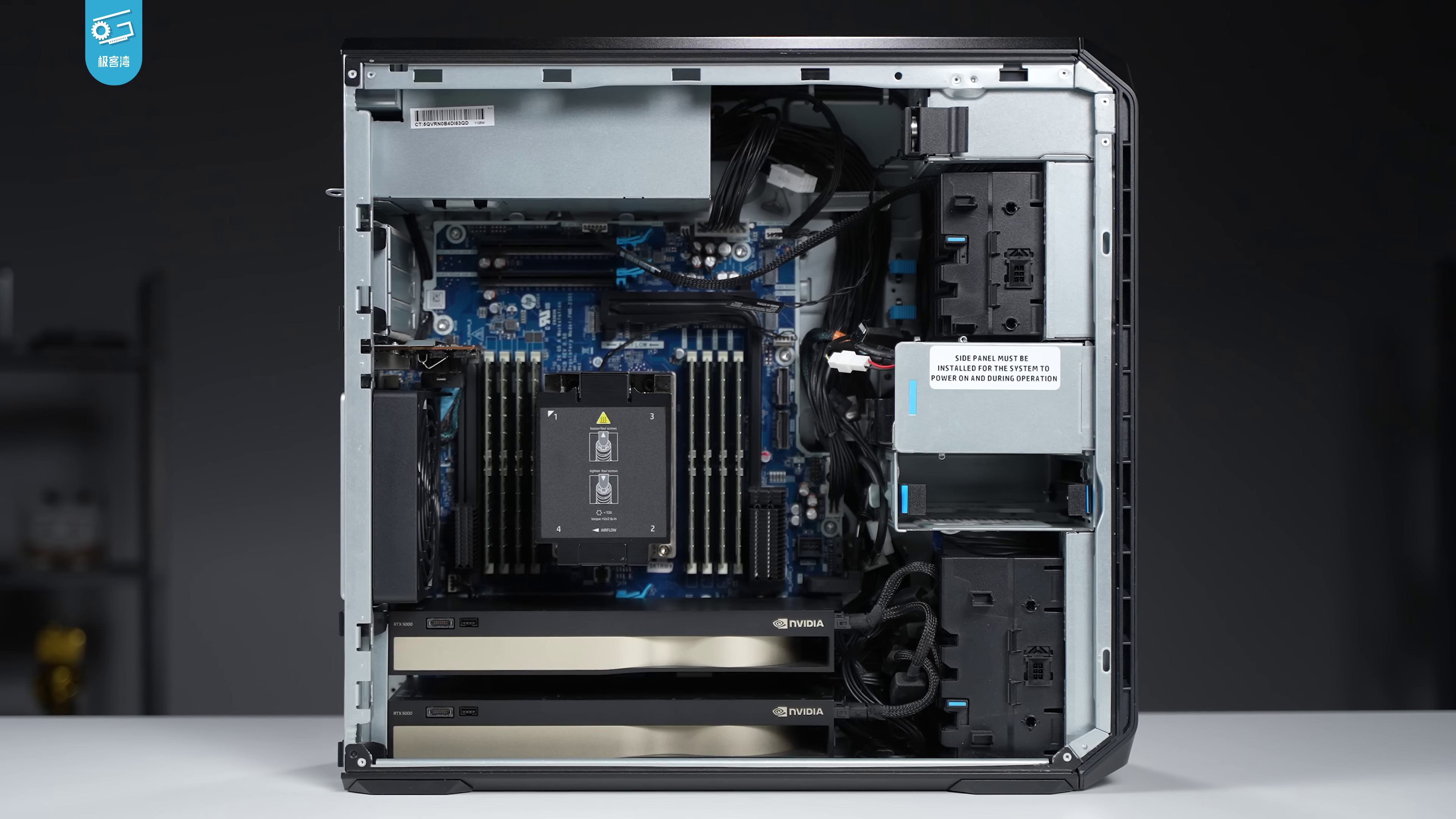
HP Z6는 x86-64 기반 워크스테이션으로, 두 개의 RTX 5000 GPU를 탑재하고 있다.

### GPU 워크스테이션
현대 워크스테이션은 일반적으로 영상 편집, 3차원 모델링, 컴퓨터 지원 설계, 렌더링과 같은 소프트웨어 프로그램에서 고성능 컴퓨팅을 수행하기 위해 AMD 또는 엔비디아 GPU를 사용하는 데스크톱 컴퓨터이다.

### RISC 워크스테이션의 쇠퇴
2009년 1월 기준으로, 모든 RISC 기반 워크스테이션 제품군은 단종되었다.
- 휴렛 팩커드는 2008년 1월 마지막 HP 9000 PA-RISC 기반 데스크톱 제품을 시장에서 철수했다.[36]
- IBM은 2009년 1월 2일 IntelliStation POWER를 단종했다.[37]
- SGI는 2006년 12월 MIPS 기반 SGI Fuel 및 SGI Tezro 워크스테이션의 일반 판매를 중단했다.[38]
- 썬 마이크로시스템즈는 2008년 10월 마지막 썬 울트라 SPARC 워크스테이션의 단종을 발표했다.[39]

2018년 초, RISC 워크스테이션은 Raptor Computing Systems에서 IBM POWER9 기반 시스템 시리즈로 다시 도입되었다. 2024년 10월, System 76은 자동차 소프트웨어 개발에 맞춰진 ARM 워크스테이션인 Thelio Astra를 선보였다.

### x86-64
현재 워크스테이션 시장의 대부분은 x86-64 마이크로프로세서를 사용한다. 운영체제로는 윈도우, FreeBSD, 리눅스 배포판, MacOS, 솔라리스 등이 있다. 일부 공급업체는 일반 단일 소켓 시스템을 워크스테이션으로 판매하기도 한다.
워크스테이션의 세 가지 유형은 다음과 같다.
1. 워크스테이션 블레이드 시스템 (IBM HC10 또는 휴렛 팩커드 xw460c. Sun Visualization System도 이러한 솔루션과 유사하다)[44]
2. 초고성능 워크스테이션 (SGI Virtu VS3xx)
3. 고급 RAM과 함께 대형 서버급 메인보드에 서버급 CPU 및 칩셋을 포함하는 데스크사이드 시스템 (HP Z-시리즈 워크스테이션 및 후지쯔 Celsius 워크스테이션)

### 정의
고급 데스크톱 시장 부문에는 PC 운영 체제와 부품을 사용하는 워크스테이션이 포함된다. 구성 요소 제품군은 소비자 모델과 기능적으로 유사하지만 더 높은 견고성 또는 성능을 갖춘 프리미엄 구성 요소로 세분화될 수 있다.
워크스테이션급 PC는 다음 기능 중 일부를 가질 수 있다.
- DIMM 슬롯 또는 등록(버퍼링) 모듈을 사용하는 더 많은 메모리 소켓[46]
- 다중 디스플레이[46]
- 신뢰할 수 있는 고성능 그래픽 카드[46]
- 다중 프로세서 소켓, 강력한 CPU[46]
- 고급 기능을 갖춘 신뢰할 수 있는 운영체제 실행[46]
- ECC 메모리 지원[46]
- M.2[47] 또는 PCI-E NVMe[48] SSD

## 같이 보기
- 데스크노트
- 게이밍 컴퓨터
- 컴퓨터 시스템 제조업체 목록